# Delta Ophiuchi
Delta Ophiuchi (δ Ophiuchi, viết tắt Delta Oph, δ Oph), cũng được đặt tên là Yed Prior, là một ngôi sao trong chòm sao Xà Phu (Ophiuchus). Nó tạo thành một sao đôi quang học bằng mắt thường với Epsilon Ophiuchi (được đặt tên là Yed Posterior ). Cấp sao biểu kiến của sao này là 2,75, làm cho nó trở thành một ngôi sao có cường độ thứ ba và sáng thứ tư trong chòm sao. Các phép đo thị thị sai từ tàu vũ trụ Hipparcos ước tính khoảng cách của nó là khoảng 171 năm ánh sáng (52 parsec) từ Mặt trời (Epsilon Ophiuchi là khoảng 108 năm ánh sáng (33 parsec)).

## Danh pháp
δ Ophiuchi (được Latin hóa thành Delta Ophiuchi) là tên gọi Bayer của ngôi sao này.
Nó mang tên truyền thống Yed Prior. Yed bắt nguồn từ tiếng Ả Rập Yad có nghĩa là "bàn tay". Delta và Epsilon Ophiuchi bao gồm bàn tay trái của Ophiuchus (Người mang Rắn) giữ đầu con rắn Cự Xà (Serpens Caput). Delta là Yed Prior khi nó kéo Epsilon trên bầu trời. Vào năm 2016, Liên minh Thiên văn Quốc tế đã tổ chức một Nhóm làm việc về Tên Sao (WGSN)  để lập danh mục và chuẩn hóa tên riêng cho các ngôi sao. WGSN đã phê duyệt tên Yed Prior cho ngôi sao này vào ngày 5   Tháng 10 năm 2016 và hiện tại nó đã được đưa vào Danh sách Tên Sao được IAU phê duyệt.
Delta Ophiuchi là một thành viên của khoảnh sao với tiếng Ả Rập bản địa al-Nasaq al-Yamani, "Nam Line" của al-Nasaqān "Hai Lines", cùng với Alpha Serpentis, Delta Serpentis, Epsilon Serpentis, Epsilon Ophiuchi, Zeta Ophiuchi và Gamma Ophiuchi.

## Tính chất
Delta Ophiuchi có phân loại sao là M0.5   III, biến đây thành một sao khổng lồ đỏ đã trải qua quá trình mở rộng lớp vỏ ngoài của nó sau khi cạn kiệt nguồn cung cấp hydro ở lõi. Đường kính góc đo được của ngôi sao này, sau khi hiệu chỉnh độ tối của chi, là 10.47 ± 0.12 mas. Ở khoảng cách ước tính của Delta Ophiuchi, điều này mang lại kích thước vật lý gấp khoảng 59 lần bán kính của Mặt Trời. Mặc dù kích thước mở rộng của nó, ngôi sao này chỉ có khối lượng gấp 1,5 lần Mặt Trời và do đó mật độ thấp hơn nhiều. Nhiệt độ hiệu quả của bầu khí quyển bên ngoài của Delta Ophiuchi là tương đối mát mẻ  3,679 K, điều này mang lại cho nó màu đỏ cam của một ngôi sao loại M.